# Stabulazione
La stabulazione indica un qualunque confinamento di animali in spazi controllati costruiti o ricavati artificialmente, nei quali sono garantite e monitorate le funzioni vitali. Inizialmente era l'atto di portare gli animali nella stalla, in seguito si è esteso a tutti i confinamenti: cavie da laboratorio, allevamenti intensivi di cozze, pesci, bovini, rettili, ecc. Può essere fissa o libera, con le stalle che devono essere adeguatamente ventilate per permettere il ricambio d'aria e sottoposte a termoregolazione per mantenere la temperatura ottimale sia in inverno che in estate.

## Stabulazione libera

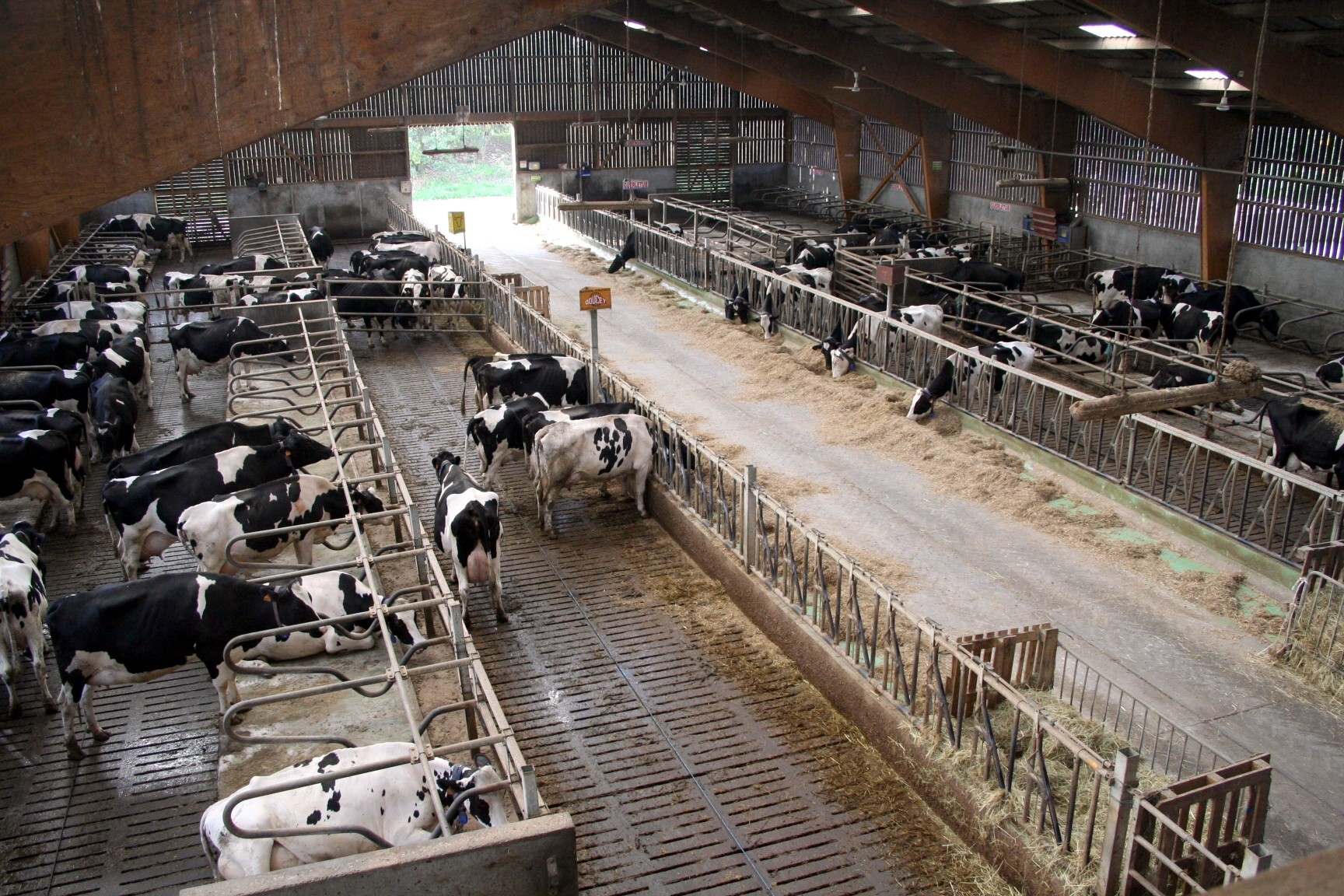
Vacche da latte allevate a stabulazione libera

La stabulazione libera può essere divisa in "aperta" (corsia di foraggiamento, zona di alimentazione, Paddock esterno e zona di riposo) oppure "chiusa" (corsia di foraggiamento, zona di alimentazione, zona di riposo e paddock esterno). Nella stabulazione libera gli animali possono muoversi liberamente nella stalla, che è divisa in tre zone: zona di alimentazione, dove sono presenti le mangiatoie; zona di movimento; zona di riposo. Nella zona di riposo gli animali possono occupare uno spazio collettivo o avere spazi individuali detti cuccette, che sono separate tra loro da muretti o ringhiere metalliche. La zona di movimento si trova in genere all'aperto ed è recintata e parzialmente coperta da una tettoia che serve per ripararsi dal sole. Il fabbisogno di acqua è assicurato da abbeveratoi automatici.
La stabulazione libera fa sì che il lavoro sia agevolato da macchinari, grazie all'applicazione dei principi della zootecnia di precisione, che permette di rilevare e mettere in relazione tra loro molti dati statistici (dalle singole vacche presenti nella zona di riposo a l'intera mandria in lattazione) attraverso sistemi di localizzazione, accelerometri, masticometri, ruminometri e robot di mungitura avanzati. I dati raccolti vengono analizzati in tempo reale, così da verificare l'idoneità del prodotto vaccino e assicurare il benessere e la gestione fisiologicamente corretta del bestiame. Oramai molte stalle di nuova generazione possiedono telecamere a circuito chiuso - come in generale tutti gli stabilimenti specializzati nella produzione animale - per ottenere più informazioni possibili. Tali dati, infatti, consentono di individuare in maniera automatica, tramite l'analisi delle immagini unitamente ad appositi software, anche i sintomi o i fattori letali per la vacca stessa, come le zoppie (indice di rimonta, ovvero la sostituzione, per patologie o per la fine ciclo produttivo, di una vacca con un esemplare giovane, pari al 40%) che si possono prevenire per non ostacolare la produzione del gruppo e garantire il benessere agli animali.

## Stabulazione fissa

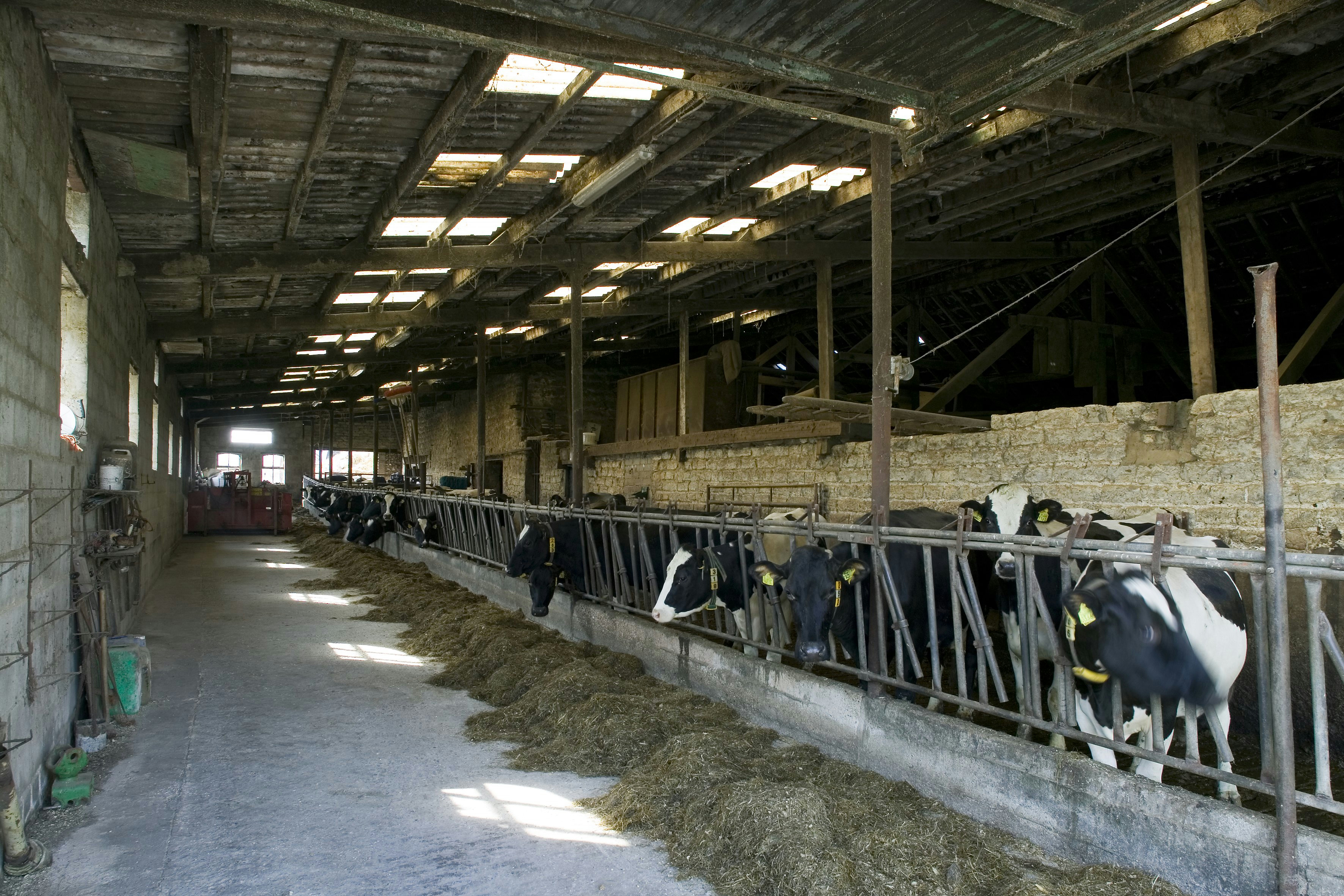
Allevamento a stabulazione fissa

Nella stabulazione fissa gli animali occupano sempre lo stesso spazio detto posta e sono legati ad una rastrelliera. La stabulazione fissa è ormai riservata ai piccoli allevamenti, mentre la stabulazione libera è diffusa negli allevamenti medi e grandi. È una tecnica molto obsoleta che si attua ancora per quegli allevamenti che non hanno la possibilità di modernizzarsi. Tuttavia un aspetto molto importante è che attraverso questo sistema la vacca viene controllata singolarmente nell'assunzione del mangime e di acqua. Come materiale da lettiera vengono depositati 3 kg\capo giorno oppure utilizzati materassini soffici.